# Kyselina tauroursodeoxycholová
Kyselina tauroursodeoxycholová je žlučová kyselina, derivát kyseliny ursodeoxycholové vzniklý jejím spojením s molekulou taurinu. U lidí se vyskytuje pouze ve stopových množstvích, ve větších množstvích je však obsažena ve žluči medvědů: kyselina ursodeoxycholová a její konjugáty tvoří asi 47 % žluči baribalů a 76 % žluči medvědů ušatých. Kyselina tauroursodeoxycholová se používá na léčbu žlučových kamenů a jaterní cirhózy. Bylo také zjištěno, že tato látka omezuje apoptózu, díky čemuž by mohla být využita k léčbě nemocí srdce, Huntingtonovy choroby, Parkinsonovy choroby a mozkové mrtvice. Má také ochranné účinky na oči, jelikož působí na degenerativní onemocnění sítnice.

## Historie
V tradiční čínské medicíně se zvířečí žluč stovky let používá k léčení „horkých“ nemocí. Pomáhá při křečích a horečce. Žluč obsahuje mimo jiné kyselinu taurochenodeoxycholovou, chenodeoxycholovou a ursodeoxycholovou, které přirozeně vznikají z cholesterolu. Kyselina ursodeoxycholová a tauroursodeoxycholová byly ovšem vytvořeny uměle roku 1954 v Japonsku a teprve později objeveny v přírodních zdrojích.

## Mechanismus působení
Apoptóza (také označovaná jako programovaná buněčná smrt), je z velké části řízena mitochondriemi. Má-li u buňky proběhnou apoptóza, mitochondrie uvolní cytochrom C (cyC). Cytochrom C iniciuje enzym kaspázu a rozjede tak řadu pochodů, které vedou k apoptóze. Kyselina tauroursodeoxycholová zabraňuje apoptóze, protože se účastní BAX řetězce; X protein spojený s Bcl-2 (BAX) se přesouvá do mitochondrie, kde spouští buněčnou část apoptózy, a kyselina tauroursodeoxycholová jeho přenosu brání. Tím nedochází k aktivaci kaspázy.